# ریتسو دوان
ریتسو دوان (به انگلیسی: Ritsu Doan) (زاده ۱۶ ژوئن ۱۹۹۸) بازیکن فوتبال اهل ژاپن و عضو تیم ملی فوتبال ژاپن است.که در باشگاه فوتبال اینتراخت فرانکفورت در پست وینگر بازی می کند.
او سابقه بازی در باشگاه فوتبال خرونینگن و باشگاه فوتبال پی اس وی آیندهوون و آرمینیا بیله‌فلد و فرایبورگ و اینتراخت فرانکفورت را در کارنامه دارد.
- قهرمانی جام حذفی فوتبال هلند در فصل 22_2021 به همراه باشگاه ورزشی پی‌اس‌وی آیندهوون

https://www.fifa.com/worldcup/players/player/391646/ بایگانی‌شده  در ۲۱ نوامبر ۲۰۱۸ توسط Wayback Machine
https://web.archive.org/web/20150816004219/http://www2.gamba-osaka.net/club/player38.html